# 查罗基·扬
查罗基·扬（英語：Charokee Young，2000年8月21日—），牙买加女子田径运动员，主攻短跑，2022年世界田径锦标赛女子4×400米接力银牌得主、2023年世界田径锦标赛女子4×400米接力银牌得主。